# Castrillo del Val
Castrillo del Val település Spanyolországban, Burgos tartományban. Castrillo del Val Cardeñajimeno, Orbaneja Riopico, Ibeas de Juarros és Carcedo de Burgos községekkel határos. Lakosainak száma 823 fő (2024).

## Népesség
A település népessége az utóbbi években az alábbiak szerint változott:
| Lakosok száma | 473  | 515  | 609  | 721  | 728  | 846  | 812  | 796  | 814  | 823  |
|               | 2001 | 2004 | 2006 | 2009 | 2011 | 2014 | 2016 | 2019 | 2021 | 2024 |